# 小行星8915
小行星8915（英語：8915 Sawaishujiro）是一颗围绕太阳公转的小行星。1995年12月27日，小林隆男在大泉天文台发现了此天体。
这颗小行星的绝对星等为324.9491968832042等。